# Freilassing (stacja kolejowa)
Freilassing – stacja kolejowa w Freilassing, w kraju związkowym Bawaria, w Niemczech. Znajdują się tu 4 perony.